# Моканы
Моканы (также мокане, мокани; рум. MOCÁN, mocani от слова моакэ, Moacă «пастушеский посох») — субэтническая группа в составе румынского народа, дольше всего сохранявшая традиционный полукочевой образ жизни валахов, сопряжённый с занятием овцеводством. В современной Румынии традиции и культура моканов лучше всего сохранились в регионе под названием Сибиуский край, который расположен в Карпатских горах у г. Сибиу, а также в регионе Банат на юго-востоке страны. Культура и традиции Мокан оставили значительные следы в жизни современных румын — валахов, трансильванцев и молдаван, а также других соседних народов (русины, украинцы, гагаузы и проч.).

## История
Многокилометровые перемещения (в том числе и миграции) моканов получили широкую известность в средние века и новое время как на Балканах, так и в Центральной Европе, куда моканы доходили, мигрируя вдоль Карпатского хребта и смежных с ним горных систем. Оседая в новых местах, разные группы мокан получали самые разнообразные прозвища и экзоэтнонимы (фаршероты, куцовлахи, цуцуены, маржинены, бырсены, колибаши, чобаны и др.). Также моканы оставили ряд топонимов в далёких от их родины регионах Карпат и Балкан. На жизнь и культуру моканов оказали существенное влияние быт древних автохтонных народов Балкан (геты, даки, мёзы), народно-латинская культура, затем славянские и тюркские обычаи. Моканам в этноязыковом плане близки аромуны и истрорумыны, а также сербские влахи у р. Тимок за Дунаем. К слову мокан называют румынскими чабанами (чобань). Традиционно кочевья мокан-валахов занимали Трансильванское плато, на западе — Западные Румынские горы, на юге к ним примыкала Нижнедунайская равнина.

## Наследие
Как упоминалось выше, культура и традиции мокан оставили значительные следы в жизни современных румын, а также других соседних народов (русины, украинцы, гагаузы, болгары и проч.). К примеру фамилия Мокан (Мокану, Мокань) довольно широко распространена в Молдавии, Румынии и на Украине. Фамилия Мокан происходит от названия трансильванских чабанов (моканов), которые прибыли в Буджак во время первого приссоединения румынского нижнего Подунавья 1856—1878 гг. после неудачно окончившейся для Российской империи Крымской войны. Мокан привлекло в Бессарабию обилие степных пастбищ для овец, хотя они традиционно тяготеют к более горным регионам.